# 康金井站
康金井站位于中国黑龙江省哈尔滨市呼兰区康金镇，建于1927年。距哈尔滨站59公里，距佳木斯站448公里。现为四等站。客运办理旅客乘降，行李、包裹托运；货运办理整车、零担货物发到。